# セーヌ県
セーヌ県（仏: Le département de la Seine）は、1968年1月1日にセーヌ＝エ＝オワーズ県とともに廃止されたフランスの県である。当初は、パリ県として成立した。1964年7月10日の法律および1965年2月25日のデクレの施行によって、現在のパリ、セーヌ＝サン＝ドニ県、オー＝ド＝セーヌ県及びヴァル＝ド＝マルヌ県に再編された。

## 設置経緯
1790年1月13日、国民議会により、「パリ県」の設置が宣言される。「パリ県」は、パリの街及びノートルダム大聖堂からおおむね12キロメートルの範囲のコミューンで構成されることになった。
1790年1月19日、パリ県の境界が画定される。
1790年2月10日、パリ県内に、パリ、サン＝ドニ及びブール＝ラ＝レーヌの3つの地区（District）が設置されることになる。

## 県の歴史

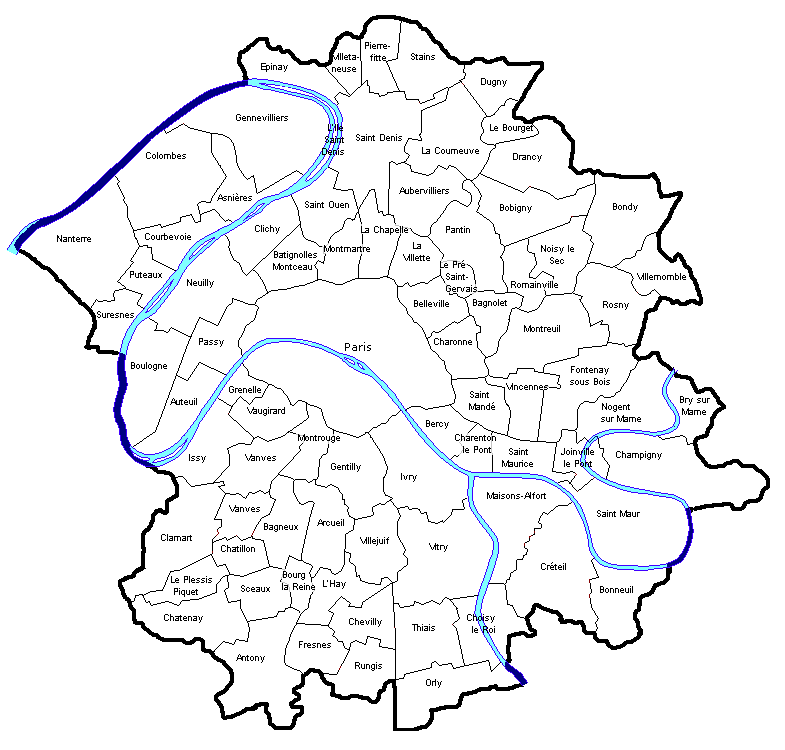
1860年のパリ再編前のセーヌ県のコミューン

1860年パリ再編前後の市域の比較図
赤色が再編前の12区 ; 灰色が再編後の市域.

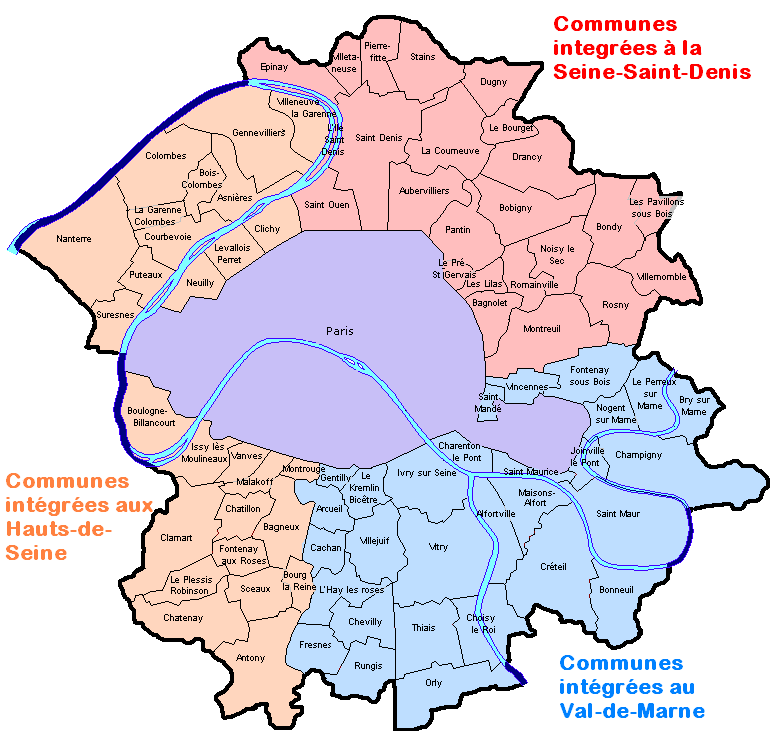
廃止当時の旧セーヌ県

旧セーヌ県（濃茶色の部分）及び旧セーヌ＝エ＝オワーズ県（茶色の部分）を再編して、新たにパリ、セーヌ＝サン＝ドニ県、 オー＝ド＝セーヌ県、ヴァル＝ド＝マルヌ県、エソンヌ県、イヴリーヌ県及びヴァル＝ドワーズ県が設置された。

### 18世紀
- 1790年3月4日 : 3地区で構成されるパリ県が成立した[2]。
- 1792年9月5日 : ブール＝ラ＝レーヌ地区がブール＝ドゥ＝レガリテ地区（District de Bourg de l'Égalité）へと改名される。
- 1793年9月17日 : サン＝ドニ地区がフランシアード地区（District de Franciade）へと改名される。
- 1795年8月22日 : パリ県がセーヌ県へと改名され、地区制度も廃止される[3]。

### 19世紀
- 1800年 (2月17日。革命暦8年雨月28日法) : 14の郡（arrondissements）が設置され、うち2つにはそれぞれ4つの小郡（canton）が設けられた。
  - パリには12の行政区が設けられた。
  - サン＝ドニ郡には、ナンテール小郡、ヌイイ小郡、パンタン小郡及びサン＝ドニ小郡が設けられた。
  - ソー郡には、シャラントン＝ル＝ポン小郡、ソー小郡、ヴィルジュイフ小郡及びヴァンセンヌ小郡が設けられた。
- 1829年 : ナンテール小郡がクールブヴォア小郡となる。
- 1853年6月22日 : ジョルジュ・オスマンが県知事となる（在職期間は1870年1月5日まで。）。
- 1860年 : 周辺部（ティエールの城壁内部）を併合した上で、パリの行政区が現在の20区に再編される。
- 1880年 : サン＝ドニとソーの各副知事制度が廃止される。両郡は引き続き存在したが、セーヌ県知事が直轄することとなった。
- 1893年 : 新たに13の小郡が設置される。
  - サン＝ドニ郡（区）に8小郡:アニエール小郡、オーベルヴィリエ小郡、ブローニュ小郡、クリシー小郡、ルヴァロワ＝ペレ小郡、ノワジー＝ル＝セック小郡、ピュトー小郡及びサン＝トゥアン小郡
  - 　ソー郡（区）に5小郡:イヴリー小郡、モントルイユ小郡、ノジャン＝シュル＝マルヌ小郡、サン＝モール小郡及びヴァンヴ小郡

### 20世紀
- 1908年 : サンドニ郡にコロンブ小郡設置。
- 1964年 (7月10日の法律) : セーヌ県とセーヌ＝エ＝オワーズ県の廃止が予定される。暗黙のうちに、サン＝ドニ郡とソー郡が廃止される。
- 1965年 (2月25日のデクレ) : 新たな県庁所在地として、ボビニー、クレテイユ及びナンテールが計画される。
- 1966年 (12月30日のデクレ) : アントニー郡とノジャン＝シュル＝マルヌ郡設置。
- 1968年1月1日:セーヌ＝エ＝オワーズ県とともに公式に廃止される。

## 人口
1801年当時のセーヌ県の人口は、63万1585人（87%がパリに居住）であった。
セーヌ県廃止当時の人口は、570万0968人であった。
- パリ　　　　　　　　　　　　　　　　　　　　　　　　　　　259万0771人
- オー＝ド＝セーヌ県に再編された27コミューン　125万0061人
- ヴァル＝ド＝マルヌ県に再編された29コミューン　96万7847人
- セーヌ＝サン＝ドニ県に再編された24コミューン　89万2289人